# پورتر (تگزاس)
پورتر، تگزاس(به انگلیسی: Porter, Texas) شهری در ایالت تگزاس از ایالات جنوبی ایالات متحده آمریکا است.